# Crkva sv. Jurja u Gornjoj Stubici
Župna crkva Svetog Jurja Mučenika, u Gornjoj Stubici, prvi put se spominje u povelji kralja Andrije II. Arpadovića iz 1209. godine.  
Današnji oblik, crkva je dobila u XVIII st. kada je poput mnogih crkava u Hrvatskom zagorju barokizirana. U njoj se ističu se ranobarokni ciborij, tri barokna oltara, propovjedaonica i orgulje iz 1806. godine. Oko crkve nalazi se lijepo uređeni park s više od 50 vrsta ukrasnih sadnica (ima i sekvoja) u kojem je nedavno podignut spomenik Hrvatskoj majci domovini, klesan u bijelom kamenu, autora; Mirjane Drempetić Hanžić i Krešimira Rode. 
Neposredno uz crkvu uzdiže se jedini živi svjedok seljačke bune iz 1573. godine 430 godina star spomenik prirode Gupčeva lipa pod kojom je prema narodnoj predaji seljački vođa Matija Gubec okupljao svoje ustanike.